# Îles Amindivi
Les îles Amindivi, en anglais Amindivi Islands, sont un archipel d'Inde situé en mer des Laquedives.

## Géographie
Les îles Amindivi se trouvent dans le sud du sous-continent indien, dans le nord-ouest de la mer des Laquedives. Administrativement, elles constituent un taluk du territoire de Lakshadweep qu'il forme avec les îles Laquedives et Minicoy.
Du nord au sud, l'archipel est composé :
- du banc de Cora Divh, avec un lagon de 339,45 km2 ;
- du banc de Sesostris, ayant un lagon de 388,53 km2 ;
- de la passe de Pedro, Munyal Par ou Padua Bank, avec un lagon de 2 474,33 km2;
- du récif de Cherbanani, Beleapani Reef, avec un lagon de 172 km2 et deux îles ;
- du récif de Byramgore, Chereapani, avec un lagon de 57 km2 et une île ;
- de l'atoll de Chatlat, avec un lagon de 1,6 km2 et une île ayant une population de 2 289 habitants ;
- de l'atoll de Bitra, avec un lagon de 45,6 km2 et deux îles formant 0,1 km2 de terre ayant une population de 264 habitants ;
- de l'atoll de Kiltan, avec un lagon de 1,76 km2 et une île de 2,2 km2 ayant une population de 3 664 habitants ;
- de l'atoll de Kadmat, Cardamome, avec un lagon de 37,5 km2 et une île de 3,2 km2 ayant une population de 5 319 habitants ;
- du banc de Elikalpeni, ayant un lagon de 95,91 km2 ;
- du récif de Perumal, avec un lagon de 1,6 km2 et une île ;
- de l'atoll d'Amini avec un lagon de 155,06 km2 et une île de 2,6 km2 ayant une population de 7 340 habitants.

## Histoire
Les îles Amindivi sont visitées par Vasco de Gama vers 1498. Elles font partie des possessions de Tipû Sâhib en 1787 avant d'être rattachée au district de Dakshina Kannada lors de leur passage sous influence britannique en 1799.

Carte du territoire de Lakshadweep avec les îles Amindivi, Laquedives et Minicoy.